# Cel strategiczny
Cel strategiczny – cel działań wojennych, którego osiągnięcie w sposób zasadniczy zmienia sytuację wojskowo-polityczną i strategiczną na danym teatrze działań wojennych lub przesądza o końcowym wyniku wojny.
Cel strategiczny może być postawiony przed całymi siłami zbrojnymi kraju lub przed ich poszczególnymi rodzajami. 
W zależności od charakteru i czasu osiągania rozróżnia się cele strategiczne pośrednie i ostateczne (końcowe), które mogą być realizowane jednocześnie bądź kolejno.